# باشگاه فوتبال زنان هوفنهایم
باشگاه فوتبال زنان هوفنهایم بخش فوتبال زنان باشگاه آلمانی هوفنهایم است که در روستای زینسهایم شهر هوفن‌هایم ایالت بادن-وورتمبرگ و درون راین-نکار قرار دارد.
این تیم در حال حاضر در بالاترین سطح رقابتهای باشگاهی آلمان بوندس‌لیگا بازی می‌کند.

## تاریخچه
تیم فوتبال زنان هوفنهایم کار خود را در سال ۲۰۰۷ آغاز کرد و اندکی پس از آن به دستهٔ پایینتر سقوط کرد. این تیم بازیهای خود را در ورزشگاه دیتمار هاپ انجام می‌دهد.